# 湖南贡院
湖南贡院，是位于今中国湖南省长沙市的贡院。旧址包括今湖南省农业农村厅。

## 历史沿革
在明清时期，京师和各省的省城都建立了专门的贡院，用作科举考试的场所。由于湖南和湖北都隶属于湖广省，且省会位于武昌，因此湖南的读书人会远赴武昌贡院参加乡试。到了康熙三年（1664年），湖南和湖北分别成为了独立的行政区划。
在顺治三年（1646）至雍正元年（1723）的78年间，湖广共举行了26届科考，累计选拔了2204位举人，但湖南籍举人数量仅440人，占比不到20%。面对这一不均衡的现状，湖南的士子们感到强烈的不满，并多次上书请求在湖南设立独立的贡院，以便举行本地的乡试。
经过多年官民共同努力，在雍正元年（1723）经朝廷批准湖南设立贡院，湖南官方在之前偏沅巡抚（后改为湖南巡抚）李发甲在长沙修建的湖湘书院基础上建设新的贡院，史载：“仍即书院为贡院，添建头门、龙门三间，望楼四座，鼓亭二座，东西官厅八间，至公堂、衡鉴堂各五间，内帘房舍三十二间，监临、提调、监试、公廨暨对读、供给等所共百五十间，号舍八千五百间。”
当时湖南贡院的规模庞大，达8500多间考棚，占地约500亩，它东抵水风井、南达中山东路街心花园，北至今营盘路，西到又一村，范围包括现在的湖南省农业农村厅、中山路百货大楼、五堆子等处，今长沙三角花园是湖南贡院大门所在地。
清光绪三年（1877），时任湖南巡抚王文韶改建贡院，使之达到空前规模，号舍从原来的8500间增至11000多间。

## 后世影响
清雍正二年（1724），湖南贡院举行湖南首次乡试，入试考生近万人，是之前考年赴武昌乡试人数的近五倍。
从顺治三年（1646）至雍正元年（1723）的78年间，湖广举行乡试26次，共录取举人2204名，然来自湖南的考生仅有440名，平均每科16.9名。而从雍正二年（1724）到光绪八年（1882）的74科乡试中，湖南的中举人数达3888名，平均每科录取人数达52.55名，是两湖南北分闱前的三倍多。湖南乡试的应试人数和中举数都显著增加。
湖南籍举人在会试中试的名额，更是从分闱之前平均每科3人左右飙升。分闱后的雍正二年（1724）湖南举人参加会试得中8人，自同治二年（1863）后每科中试者在10人以上，至光绪年间一般每科为12人以上。
清代前期（1840年前），官至总督、尚书、大学士的14个湖南人中，有12人是在分闱之后，其中包括了陶澍、贺长龄、曾国藩、胡林翼。